# Chilperich I. (Burgund)
Chilperich I. († um 480) war König der Burgunden. Er war Bruder des Königs Gundioch und damit vermutlich ein Sohn des Königs Gundahar.
Chilperich I. wird im Jahre 457, also noch zu Lebzeiten seines Bruders, als König bezeichnet. Durch dessen Tod um 473 wurde er alleiniger Inhaber der Macht. Er übernahm auch dessen Amt als Magister militum Galliarum, während Gundiochs Sohn Gundobad den Titel eines Magister militum praesentialis, also eines kaiserlichen Befehlshabers,  übernahm. Unklar ist, inwieweit bereits zu diesem Zeitpunkt Gundiochs Söhne Chilperich II., Godomar I., Gundobad und Godegisel an der Macht beteiligt wurden. In der neueren Forschung wird davon ausgegangen, dass sowohl Godomar als auch Chilperich II. 476/77 verstorben waren und nur Godegisel und Gundobad sich nach dem Tod Chilperichs I. die Herrschaft teilten.
Chilperich führte anfangs den Kampf gegen die Westgoten weiter, stellte diesen jedoch ein, als sein Neffe Gundobad 474 beim römischen Kaiser Julius Nepos in Ungnade fiel. Chilperichs Abfall führte zu Verhandlungen, in deren Verlauf Julius Nepos den Föderaten-Vertrag auflöste und nicht nur die Unabhängigkeit der Burgunden, sondern auch den Besitz der Provinz Viennensis (des Rhônetals) anerkannte, deren südlichen Teil er 476 jedoch wieder verlor.
Chilperichs Ehe mit Caretene, die um 471 geschlossen wurde, blieb kinderlos, so dass nach seinem Tod um 480 das Reich an die vier Söhne seines Bruders Gundioch fiel.